# Astragalus mario-sousae
Astragalus mario-sousae är en ärtväxtart som beskrevs av A.E.Estrada, Villarreal och Yen-mendez. Astragalus mario-sousae ingår i släktet vedlar, och familjen ärtväxter. Inga underarter finns listade i Catalogue of Life.